# Юкич, Пашкаль
Пашкаль Юкич (хорв. Paškal "Paško" Jukić, лат. Paschalis Juchich, 1748, Живогошче — 1806, Задар) — проповедник, музыкант и профессор философии в Макарском лицее (ныне Хорватия). Он наиболее известен как редактор двуязычной итало-хорватской газеты Il Regio Dalmata – Kraglski Dalmatin, которая считается первым периодическим изданием на хорватском языке и издавалась с 1806 по 1810 год. Поскольку Юкич принадлежал к группе монахов-францисканцев, которые впоследствии стали видными деятелями культурной жизни Боснии и Герцеговины во второй половине XIX века, некоторые источники сравнивают его с другими влиятельными писателями того времени, такими как Вук Караджич и Людевит Гай.

## Биография
Юкич родился в 1748 году в Живогошче, прибрежной деревне в Далмации, примерно в 20 километрах к югу от Макарски, которая в то время была частью Венецианской республики. Окончив францисканскую начальную и среднюю школы в своём родном городе, в 1767 году он вступил в орден францисканцев, а позднее стал профессором философии в Макарском лицее.
После завоевания Наполеоном в 1806 году удерживаемой Австрией Далмации и создания французских Иллирийских провинций итальянский журналист Бартоломео Бенинказа переехал в далматинский город Задар, чтобы издавать двуязычную итало-хорватскую газету под названием Il Regio Dalmata – Kraglski Dalmatin, первую газету, напечатанную на хорватском языке. Бенинкаса попросил монаха Андрию Доротича порекомендовать одного из францисканцев для работы по переводу итальянских статей на хорватский язык. Доротич порекомендовал Юкича, который затем стал соредактором двуязычной газеты. Юкич также работал переводчиком в правительственном учреждении Наполеоновского королевства Италии в Задаре.
Запустив газету 12 июля 1806 года как еженедельный новостной дайджест, Юкич принял участие в создании примерно первой дюжины выпусков Il Regio Dalmata – Kraglski Dalmatin, прежде чем умер в Задаре менее чем через четыре месяца 7 ноября 1806 года. Газета, спонсируемая местным французским правительством Иллирийских провинций, выдержала в общей сложности 175 выпусков, прежде чем её последний выпуск был опубликован 1 апреля 1810 года.
Благодаря своей роли в развитии хорватского печатного слова, Юкич впоследствии стал важной личностью в политической истории Хорватии. В начале XX века монах Юрай Божиткович провёл обширное исследование литературных рукописей Юкича, найденных в архивах Макарски, и опубликовал результаты своих исследований в своей работе «Брат Паскаль Юкич и его неопубликованные стихи о князе Иване Мирковиче» и своих неопубликованных стихах о князе Иване Мирковиче (хорв. Fr. Paskal Jukić i njegove neobjavljene pjesme o knezu Ivanu Mirkoviću) в 1938 году.